# نامرئی (فیلم)
نامرئی (به انگلیسی: The Invisible) یک فیلم فراطبیعی مهیج آمریکایی محصول سال ۲۰۰۷ و به کارگردانی دیوید اس. گویر است. در این فیلم بازیگرانی همچون جاستین چتوین، مارگاریتا لیویوا، مارسیا گی هاردن، کریس مارکت و الکس اولافلین ایفای نقش می‌کنند. نامرئی به عنوان بازسازی فیلم سوئدی «دن اوسینلیگه» در سال ۲۰۰۲ به شمار می‌رود که خود آن نیز اقتباسی از رمانی به همین نام نوشته متز وال است. فیلم نامرئی در ۲۷ آوریل ۲۰۰۷ منتشر شد.